# Портрет Александра Сергеевича Шульгина
«Портрет Александра Сергеевича Шульгина» — картина Джорджа Доу и его мастерской из Военной галереи Зимнего дворца.
Картина представляет собой погрудный портрет генерал-майора графа Александра Сергеевича Шульгина из состава Военной галереи Зимнего дворца.
С начала Отечественной войны 1812 года полковник Шульгин числился в лейб-гвардии Уланском полку и состоял в распоряжении генерал-полицмейстера армии М. И. Левицкого, отличился в Бородинском сражении. Во время Заграничных походов 1813—1814 годов состоял в распоряжении великого князя Константина Павловича и за отличие в сражении при Фер-Шампенуазе произведён в генерал-майоры.
Изображён в генеральском мундире, введённом для кавалерийских генералов 6 апреля 1814 года. Слева на груди звезда ордена Св. Анны 1-й степени; на шее крест ордена Св. Владимира 3-й степени; по борту мундира кресты прусских орденов Красного орла 2-й степени и Пур ле мерит; справа на груди крест ордена Св. Георгия 4-го класса, серебряная медаль «В память Отечественной войны 1812 года» на Андреевской ленте, бронзовая дворянская медаль «В память Отечественной войны 1812 года» на Владимирской ленте, кресты австрийского ордена Леопольда и баварского Военного ордена Максимилиана Иосифа 3-й степени. В левом нижнем углу подпись художника (в три строки): painted from nature by Geo Dawe RA. С тыльной стороны картины надписи: Shoulgin и Geo Dawe RA pinxt. Подпись на раме: А. С. Шульгинъ, Генералъ Маiоръ.
7 августа 1820 года Комитетом Главного штаба по аттестации Шульгин был включён в список «генералов, служба которых не подлежит до рассмотрения Комитета» и 19 мая 1822 года император Александр I приказал написать его портрет. Гонорар Доу был выплачен 13 марта 1823 года. Готовый портрет был принят в Эрмитаж 7 сентября 1825 года.